# Lares Japoneses: Seus Jardins e Arredores
Lares Japoneses: Seus Jardins e Arredores (Japanese Homes and Their Surroundings, no título original, em inglês) é um livro escrito pelo americano Edward S. Morse, que descreve e ilustra a construção de casas japonesas. Foi publicado pela primeira vez em 1886, depois do período de três anos de Morse no Japão, onde ele estudou e ensinou zoologia. Contém inúmeros de desenhos feitos pelo autor de residências japonesas, inclsuive detalhes de construção, uma descrição sobre as ferramentas de carpintaria e uma seção sobre bonsai e arranjos florais.